# Lathyrus niger
Gesse noire
Espèce
Classification phylogénétique
Lathyrus niger, la Gesse noire, est une espèce de plantes à fleurs de la famille des Fabaceae (de la sous-famille des Faboideae selon la classification phylogénétique). C'est une plante herbacée vivace originaire d'Europe et d'Afrique du Nord. 

## Description
La plante fait 15-90 cm de hauteur.
C'est un hémicryptophyte. Elle possède un rhizome.
Les fleurs sont rose-pourpre, disposées en grappes. Les tiges sont anguleuses, non ailées. Les feuilles sont pennées, composées de 6 à 12 folioles elliptiques. Pétiole non ailé. Les gousses sont longues de 5 cm, aplaties, sinueuses et réticulées.
Il y a un risque de confusion possible avec la Gesse des montagnes dont les tiges sont ailées.

### Caractéristiques
Organes reproducteurs
- Couleur dominante des fleurs : rose
- Période de floraison : avril-juillet
- Inflorescence :
- Sexualité : hermaphrodite
- Pollinisation : entomogame

Graine
- Fruit : gousse
- Dissémination : barochore

Habitat et répartition
- Habitat type : Thermophile sur sols plutôt secs et décarbonatés.
- Aire de répartition : Europe : au nord jusqu'au sud de la Scandinavie ; à l'est, de la  Russie, Caucase, Balkans et Italie ; au sud, sud de la France, Espagne et Afrique du Nord.

## Statut de protection
France : l'espèce est inscrite dans les listes des espèces végétales protégées de Lorraine, Île-de-France, Champagne-Ardenne et Picardie.